# (74219) 1998 RM78
(74219) 1998 RM78 – planetoida z pasa głównego asteroid okrążająca Słońce w ciągu 3,87 lat w średniej odległości 2,47 j.a. Odkryta 14 września 1998 roku.